# Otto Knerr
Otto George Knerr (Illinois, 16 gennaio 1883 – Los Angeles, 31 marzo 1960) è stato un ginnasta e multiplista statunitense.

## Carriera
Knerr partecipò ai Giochi olimpici di Saint Louis 1904 nelle gare di triathlon e ginnastica. Giunse centodiciassettesimo nel concorso generale individuale, ottantottesimo nel triathlon e centoquindicesimo nel concorso a tre eventi.